# Liste der Monuments historiques in Le Teich
Die Liste der Monuments historiques in Le Teich führt die Monuments historiques in der französischen Gemeinde Le Teich auf.

## Liste der Bauwerke
| Bezeichnung              | Beschreibung | Standort | Kennzeichnung | Schutzstatus | Datum | Bild |
| ------------------------ | ------------ | -------- | ------------- | ------------ | ----- | ---- |
| Schloss Ruat             |              | (Lage)   | PA00083852    | Inscrit      | 1970  |      |
| Kriegerdenkmal 1914–1918 |              | (Lage)   | PA33000198    | Inscrit      | 2015  |      |

## Liste der Objekte
- Monuments historiques (Objekte) in Le Teich in der Base Palissy des französischen Kultusministeriums